# Achurjan (vattendrag)

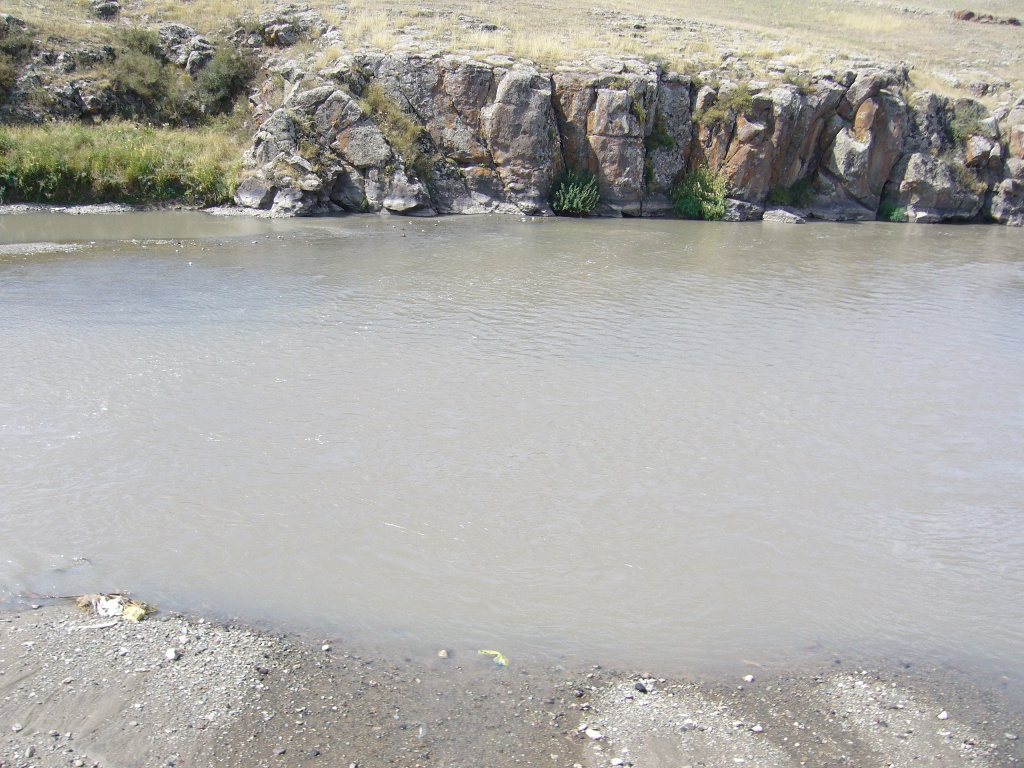
Achurjan.

Achurjan (armeniska: Ախուրյան; turkiska: Arpaçay) är en flod belägen i västra Armenien. Den rinner upp i sjön Arpi och söderut från sjön Tseli i provinsen Sjirak, igenom staden Gjumri i det armeniska höglandet, bildar gräns mot Turkiet i väster och mynnar ut i Aras vid Bagaran. Den passerar även orterna Ani, Jervandasjat och Jerazgavors. Floden är 186 km lång och har ett avrinningsområde på 9 670 km².